# 日曜ワイドラジオTOKYO
『日曜ワイドラジオTOKYO』（にちようワイド・ラジオとうきょう）は、TBSラジオで1971年度-1974年度まで放送されたコンプレックス形式のラジオ番組である。

## 内容
1970年度に開始し、形式を変えながらも現在も続く『永六輔の土曜ワイドラジオTokyo』の大成功を受けて、その日曜版として企画された。土曜版が長時間のワイド編成であるのに対し、日曜版はいくつもの番組をまとめて編成したコンプレックス（広義のオムニバス）の形式を取っていた。題名の「ラジオTOKYO」は東京放送の前身である「ラジオ東京」（KRT）にちなむ。

## 構成番組

### 第1期
（1971年4月-1972年9月）
- 第1部（13:30-16:10）「競馬中継・走れ!!ホリデー」　東京競馬場・中山競馬場を中心とした中央競馬実況中継。
  - パーソナリティー　大川慶次郎、石川治、走れコーイチロー（池田孝一郎?）
- 第2部（16:10-18:40→16:10-18:35）「かけろ!!ホリデー」　電話リクエスト番組
  - パーソナリティー　高山栄、小鳩くるみ、浅野八郎

### 第2期
（1972年10月-1973年3月）
- 第1部（13:30-16:30）「競馬中継・走れ!!ホリデー」
  - パーソナリティー　大川慶次郎、石川治、走れコーイチロー
- 第2部（16:30-18:30）「丸井はつらつスタジオ」　丸井デパート内サテライトスタジオからの公開生放送番組
  - パーソナリティー　山本コウタロー

### 第3期
（1973年4月-1974年3月）
- 第1部（13:30-15:30）「プロムナード"S"」　セイコー協賛による軽音楽ディスクジョッキー
  - パーソナリティー　城達也
- 第2部（15:30-16:30）「ゆとりのラジオ、ゆとりのサウンド」　日産自動車協賛によるドライブミュージックジョッキー
  - パーソナリティー　高山栄
- 第3部（16:30-17:30）「丸井はつらつスタジオ」
  - パーソナリティー　マイク真木
- 第4部（17:30-17:45）「きょうの競馬から」　「走れ!!ホリデー」終了に伴って誕生した競馬ダイジェスト番組
  - パーソナリティー　大川慶次郎

### 第4期
（1974年4月-9月）
- 第1部（13:30-15:30）「プロムナード"S"」
  - パーソナリティー　城達也
- 第2部（15:30-16:30）「ゆとりのラジオ、ゆとりのサウンド」
  - パーソナリティー　高山栄
- 第3部（16:30-17:00）「ヘイ!ポップス」　洋楽ディスクジョッキー
  - パーソナリティー　小川哲哉
- 第4部（17:00-17:15）「サンデーシグナル」　詳細不明

「きょうの競馬から」はこの枠から外れたが17:15に移動して継続、パーソナリティーは引き続き大川慶次郎

### 第5期
（1974年10月-1975年3月）
- 第1部（13:30-15:30）「プロムナード"S"」
  - パーソナリティー　城達也
- 第2部（15:30-16:00）「ミスターサンデー・ミスタードーナツ」　ミスタードーナツ協賛による音楽番組
- 第3部（16:00-16:30）「ビート&メロディー」　三菱自動車工業協賛によるドライブミュージックジョッキー
- 第4部（16:30-17:15）「ゆとりのサウンド」　日産の協賛外れる
  - パーソナリティー　高山栄（第2・3・4部通し）

第2・3・4部は番組名は変わっていたが、高山が通し出演したため実質は一つの番組で全体で2部構成という見方も出来た。
ゾーン解消後も「プロムナード"S"」は独立番組として11:00-12:00に移動して継続、パーソナリティーは引き続き城達也。